# Ekologie obnovy

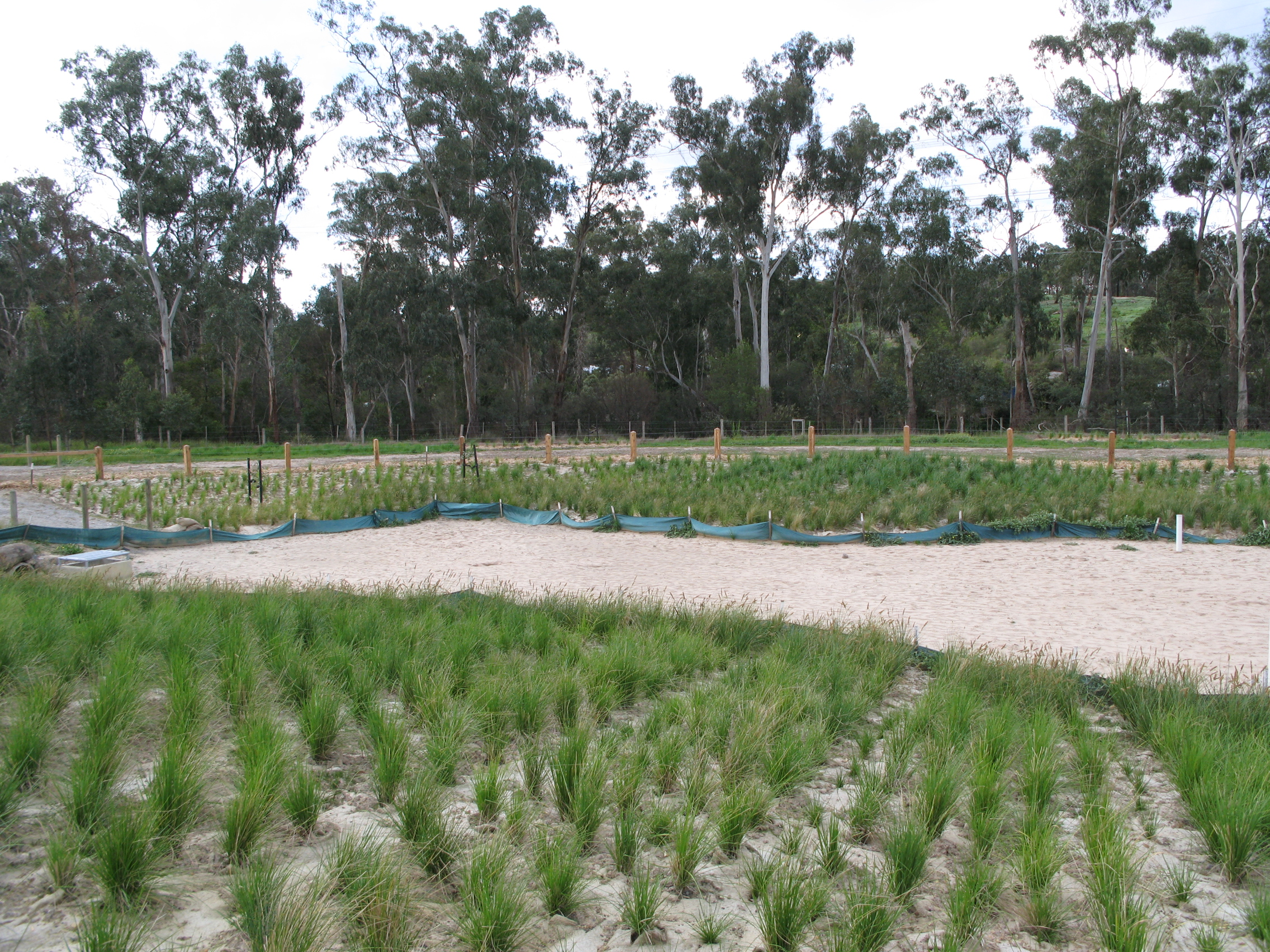
Nedávno vytvořená regenerace mokřadu v Austrálii na místě dříve používaném pro zemědělství

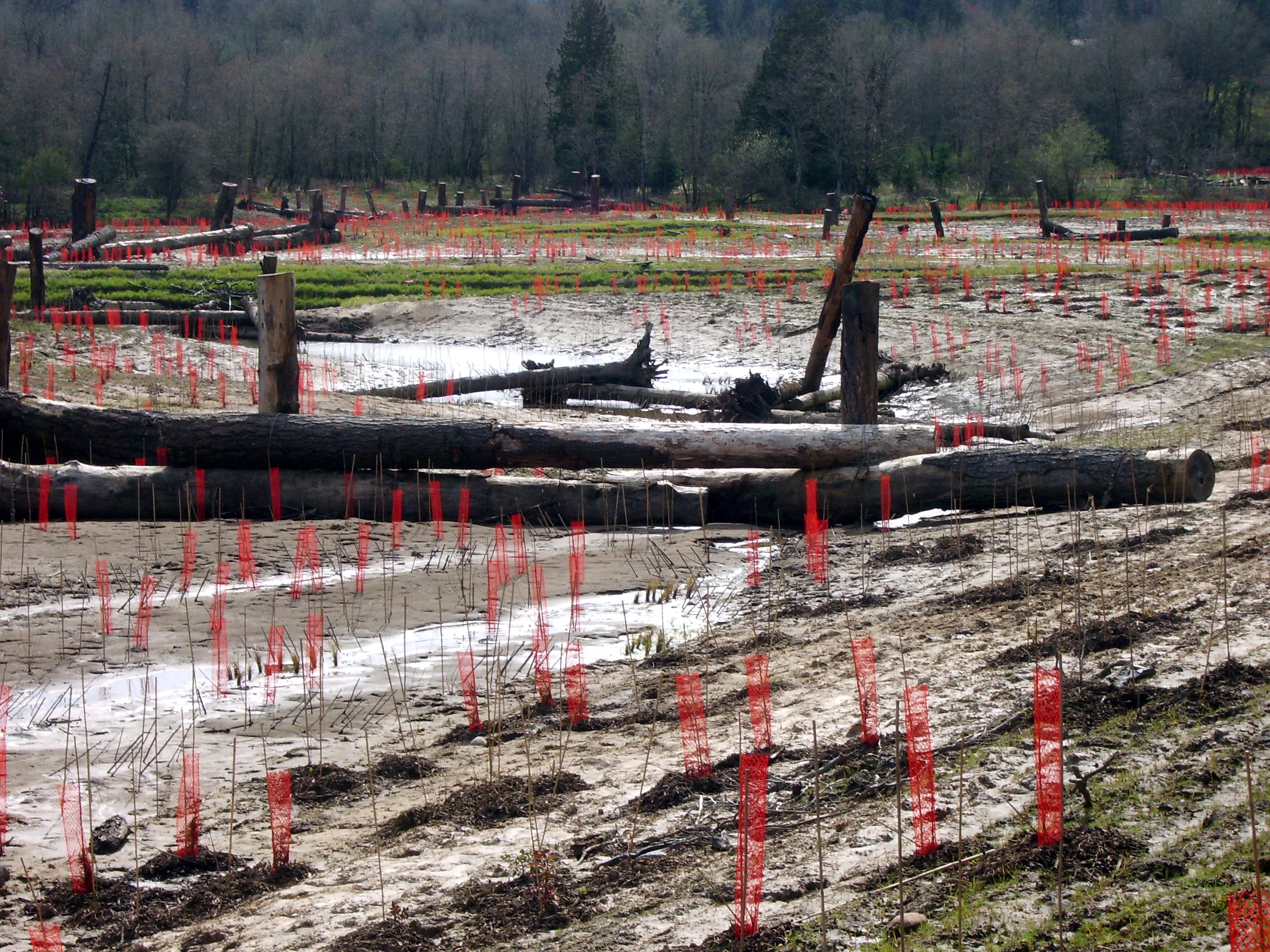
Ozdravení části části Johnsonova potoka s cílem obnovit biomokřinu a funkce ochrany půdy, které byly po dlouhou dobu převedena na pastviny pro krávy, před povodněmi.Vodorovné klády mohou plavat, ale jsou ukotveny pomocí sloupků. Čerstvě vysazené stromy budou nakonec stabilizovat půdu. Padlé stromy, jejichž kořeny vyčnívající do proudu jsou určeny k posílení stanovišť divoké přírody. Meandrování toku je zde zvýšeno o faktor asi trojnásobný, možná na svoji původní hodnotu.

Ekologie obnovy se vyčlenila jako samostatný obor ekologie v 80. letech 20. století. Je to je vědecký výzkum podporující praktickou ekologickou obnovu , což je praxe, kterou se obnovují a znovuvytváří degradované, poškozené nebo zničené ekosystémy a stanoviště v životním prostředí, prostřednictvím aktivních lidských zásahů a opatření. Pojem „ekologie obnovy“ se proto běžně používá pro akademické studium procesu, zatímco pojem „ekologická obnova“ se běžně používá pro vlastní projekt nebo praktický proces obnovy.

## Definice
Společnost pro ekologickou obnovu definuje „ekologickou obnovu“ jako „úmyslnou aktivitu, která iniciuje nebo urychluje obnovu ekosystému s ohledem na jeho zdraví, integritu a udržitelnost“.  Praktická ekologie obnovy zahrnuje širokou škálu projektů, jsou protierozní opatření, Znovuzalesňování, využití geneticky místních původních druhů, odstranění nepůvodních druhů a plevelů, ozelenění narušených oblastí, vyzdvižení vodních toků na denní světlo, reintrodukci původních druhů, stejně jako zlepšení biotopu a početnosti pro cílové druhy.
Ekologie obnovy je vědecký výzkum ekologické obnovy.